# Piya Tu Ab To Aaja
Piya Tu Ab To Aaja è un brano musicale del film di Bollywood Caravan, cantato da Asha Bhosle, con musiche di R. D. Burman e testi di Majrooh Sultanpuri, pubblicato nel 1971.

## Video musicale
Il videoclip è stato eseguito da Helen, che è noto per fare numeri di articoli nei film di Bollywood degli anni '60 e '70. È una canzone molto suggestiva con Asha Bhosle che respira rapidamente ad intervalli, dandogli un suono orgasmico. Nel film, Helen esegue la danza provocatoria di fronte a un vasto pubblico, tra cui Sunita che ha appena scoperto che Monica e suo marito hanno una relazione. La rappresentazione è tipica dei numeri di articoli dell'epoca che ritrae un personaggio "vamp" che balla in modo seducente per il pubblico di un locale notturno.